# Michelangelo Manicone
Michelangelo Manicone (Vico del Gargano, 4 marzo 1745 – Ischitella, 18 aprile 1810) è stato un naturalista e filosofo italiano, padre francescano.

## Biografia e pensiero
Manicone è una delle personalità più caratteristiche del suo tempo della Capitanata.
Padre Michelangelo Manicone nacque a Vico del Gargano il 4 marzo 1745, ma la data, le circostanze e le cause della sua morte, fino a qualche anno fa, erano avvolte da una fitta nebbia come - del resto - molti periodi della sua vita; tuttavia è stata stabilita come data di morte il 18 aprile 1810 nel convento di San Francesco ad Ischitella.
La bibliografia che lo riguarda è scarna e lacunosa, nonostante il fascino della sua persona e delle sue idee. Era definito il “monacello rivoluzionario” (a causa della sua bassa statura, che sembrerebbe di 1,40 m). La sua indole illuministica consisteva in una sete di sapere che non si placava con il dogmatismo, ma con l'esperienza diretta, lo studio approfondito dei fenomeni naturali e della scienza, un'osservazione empirica che poteva fornire una risposta valida e concreta alle varie problematiche e quindi un aiuto pratico all'uomo, al suo benessere e sviluppo, alla sua felicità.
Ciò gli costò l'inimicizia di chi, seppur in pieno illuminismo, diffidava e demonizzava la scienza.
Lo sviluppo economico-sociale che teorizzava Padre Manicone consisteva in uno sviluppo connesso e, per certi versi, dipendente dall'ambiente, perché egli riteneva che la natura fosse una fonte primaria di ricchezza e la sua distruzione avrebbe potuto segnare la fine dello sviluppo.
Manicone può essere considerato un profeta dello sviluppo sostenibile, perché in pieno Settecento, quando le industrie erano inesistenti, ebbe un'ampiezza di vedute che gli consentì di prevedere le conseguenze disastrose che avrebbe portato l'uso improprio e scriteriato delle risorse naturali.
Le opere in cui Manicone tratta, tra gli altri, il tema dello sviluppo sostenibile, sono La Fisica Appula (cioè dell'Apulia) e La Fisica Daunica (cioè della Daunia). Secondo il “monacello”, uno dei peggiori atti compiuti dall'uomo del suo tempo era la cesinazione selvaggia dei boschi garganici, un tempo rigogliosi, come anche attesto da Orazio nelle Epistole: «Garganum mugire putes nemus».
Manicone riferisce che il disboscamento del promontorio iniziò nel 1764, con il taglio “barbaro” dei pini nel territorio “Difesa” di Vico del Gargano e la cesinazione degli ischi ad Ischitella, talmente “furiosa” che, ad inizio Ottocento, l'Abate Longano denunciò la carenza di legna da ardere per gli ischitellani.
La causa di questo disboscamento fu la volontà di destinare i suoli a coltura, anche quelli non adatti a questo scopo e più utili al pascolo e alla produzione di legname, vista la “rocciosità” della terra sul promontorio del Gargano.
Manicone spiega anche la diminuzione della fauna selvatica nel Gargano, sempre dovuta alla cesinazione, che diminuiva i nascondigli per gli animali selvatici, e li rendeva più vulnerabili.
Ne “La Fisica Appula”, il frate dedica un intero libro al Mefitismo (insalubrità dell'aria) e alle cause che lo generano. Egli sostiene che l'inquinamento può avere cause naturali o accidentali (provocate dall'uomo), può essere anche indigeno (proprio della zona) o esotico (derivante da altre zone).
Secondo il Manicone le principali cause accidentali del mefitismo erano:
- 1. Le condizioni igieniche precarie delle strade e delle abitazioni;
- 2. L'insana abitudine di depositare gli escrementi nelle strade;
- 3. La sepoltura dei morti nel centro abitato (consuetudine abolita nel 1804 con l'Editto di Saint-Cloud, ma anticipata nel 1792 a Vico del Gargano da Pietro de Finis, che fece costruire il cimitero monumentale di San Pietro);
- 4. Il taglio dei boschi (invece gli alberi sono importanti perché emettono ossigeno e assorbono anidride carbonica).

Lo studio del frate sul territorio garganico fu talmente minuzioso da fargli notare un mutamento climatico dalla metà del Settecento all'Ottocento; in alcune zone del Gargano, ci furono sbalzi di temperatura che provocarono un sensibile calo di precipitazioni nevose e mitigarono parecchio gli inverni.
Secondo il Manicone, la causa è attribuibile al disboscamento iniziato nel 1764: il taglio delle foreste avrebbe consentito al sole di riscaldare prima e maggiormente i suoli e soprattutto non avrebbe bloccato i venti provenienti da Nord e da Sud, quindi le zone meridionali rispetto alle alture garganiche si sarebbero raffreddate a causa dell'arrivo della Tramontana da Nord, mentre nel Gargano settentrionale sarebbero arrivati maggiormente i venti caldi del Sud.
Un rimboschimento avrebbe reso più fertili le terre coltivabili, ma Manicone stesso, dopo aver dato questo suggerimento, esprime la consapevolezza di “aver cantato ai sordi”.
Viaggiò molto per l'Europa, studiando Medicina a Vienna e a Berlino, Scienze Fisiche a Londra e Scienze Naturali a Bruxelles.
È noto soprattutto per il suo trattato, La Fisica Appula (1806), un'opera di cinque tomi, in cui analizza le caratteristiche fisiche delle terre di Puglia e soprattutto del Gargano.
Al Manicone è intitolato il Centro Studi e Documentazione del parco nazionale del Gargano sito presso il convento di San Matteo a San Marco in Lamis.

## Descrizione di Vico Del Gargano nellaFisica daunica
Al tempo di Manicone la popolazione vichese era di 6 131 abitanti, circa lo stesso numero di residenti effettivi attuali. L'area abitata era più ristretta e consisteva nel nucleo originario (Casale, Civita e Terra) e i quartieri nuovi di San Marco, Carmine, la Misericordia e Fuoriporta. L'incuria delle istituzioni si manifestava nella scarsa attenzione verso l'igiene delle acque del Casale (quartiere affollatissimo), originariamente buone e dolci ma inquinate dall'incuria generale; anche le strade strette e ombrose della Civita erano soggette ad abbandono e perennemente sporche. Soltanto i quartieri nuovi erano larghi, puliti e soleggiati.
Le Istituzioni mancavano anche laddove era necessario rendere più agevole il lavoro dei contadini e dei pastori vichesi, costruendo strade per diminuire gli ostacoli a cui erano sottoposti quotidianamente questi uomini quando si recavano nelle loro campagne, poste spesso in profonde valli o zone impervie.
La popolazione vichese era laboriosa e onesta e non c'erano grandi disuguaglianze economiche, tuttavia Manicone descrive i suoi compaesani come barbari e incivili, infatti non hanno riguardo per l'ambiente, ad esempio i pastori lasciano distruggere dalle loro bestie le pianticelle fruttifere e le vigne, sono dediti all'alcol e spesso ciò li porta a risse feroci.
Le donne sono laboriose come gli uomini e sempre gentili, il frate però critica fortemente l'usanza vichese, e delle donne dei paesi del Sud in generale, di urlare e strepitare ai funerali, di portare il lutto a vita e di vestire sfarzosamente i defunti; il primo comportamento denota la selvatichezza della popolazione, il secondo uso può essere anti-economico e negativo per la società e il terzo è uno spreco di denaro, dato in pasto ai vermi.
Un difetto presente in tutte le abitazioni vichesi dell'epoca era il forno in casa, che poteva provocare incendi domestici e inquinare l'aria interna.
Dopo il 1764 a Vico molti boschi furono tagliati per lasciare spazio ai campi di grano, ma ciò fu improduttivo economicamente e causò lo smottamento dei terreni in pendenza, non più trattenuti dalle radici delle piante.
Nella raccolta dell'ulivo, i vichesi distruggevano gli alberi, picchiando forte con i bastoni per far cadere le olive; questa errata abitudine provocava la mutilazione della pianta e una maggiore esposizione al freddo, e conseguentemente minori raccolti per gli anni successivi.
Per Manicone, il mancato sviluppo del Gargano era da imputare anche alla pigrizia e indolenza dei suoi abitanti, che non erano capaci di valorizzare i loro prodotti (olive, agrumi, vino, fichi, etc.) e talvolta acquistavano prodotti meno pregiati e ad alto prezzo da altre regioni.
Al fine di comprendere come le istituzioni del tempo fossero distanti dalle reali necessità della popolazione, è interessante la situazione che riguardò l'uso delle acque di Canneto, infatti veniva impedito ai vichesi (anche con la forza) di utilizzare l'acqua per l'irrigazione dei campi, perché avrebbero disturbato l'attività di un mulino sito nel territorio di Rodi Garganico. Il giudice diede ragione ai rodiani ma, per fortuna, questa sentenza ingiusta e ingiustificata fu annullata dalla Regia Camera.
Dalla lettura di alcune pagine delle opere di padre Michelangelo Manicone è emerso che, pur cambiando i tempi, gli usi, le risorse a disposizione, le conoscenze e le attività, l'uomo garganico (e non solo) viveva e produceva nell'ottica del profitto immediato, sottovalutando gli effetti che avrebbero potuto causare i suoi comportamenti errati nella vita della futura comunità.